# Eduardo Sarlós
Eduardo Sarlós (Budapest, 28 de abril de 1938 - Montevideo, 7 de enero de 1998) fue un dramaturgo, arquitecto, pintor y farmacéutico uruguayo de origen húngaro.
Llegó a Montevideo (Uruguay) en 1948. Se recibió como arquitecto en 1971 y adquirió la farmacia ¨El Ombú¨, la cual ofició como improvisado taller de pintura y cerámica. Profesionalmente se desempeñó como agente de viajes.

## Cronología de obras estrenadas
- 1981. Dime por qué.
- 1984. Cazuela de pecados.
- 1985. Estimada Srta. Consuela.
- 1986. Delmira Agustini o La dama de Knossos. Primer premio Ministerio de Educación y Cultura.
- 1987. La pecera. Premio Florencio 1987. Segundo premio Caja Notarial 1983.
- 1988. La balada de los colgados.
- 1988. Amarillo color cielo.
- 1989. Bésame con frenesí.
- 1990. Mujeres en el armario.
- 1991. Escenas de la vida de S. M. la reina Isabel la Católica en versión teatral del Almirante don Cristóbal Colón. 1.er premio M.E.C. 1990.
- 1991. Negro y blanco.
- 1991. Homo Calvus.
- 1992. Chocolate y ajo. Segundo premio concurso Caja Notarial, 1991.
- 1992. La flor azteca y la degollada de la Rambla Wilson.
- 1994. LaX. con una pata rota o Sarita y Michelle.
- 1995. El día que el río Jordán pasó por La Teja. Mención en concurso Rosita Baffico
- 1996. Una obcecada lombriz de futuro incierto.
- 1997. Crepúsculo interior.

## Obras no estrenadas
- 1986. Perdóname, Sábato (sobre El túnel). Primer premio Intendencia Municipal de Montevideo.
- 1987. Los ecos del silencio. Primer premio I.M.M.
- 1992. Instantáneas. Primer premio M.E.C.
- 1997. Los claveles del Sr. Mendel. Primer premio M.E.C.
- 1997. El Che. ópera-rock, inconclusa.